# Portret Jeronima de Cevallosa
Portret Jerónima de Cevallosa (Portret Jerónima de Ceballosa) (hiszp. Retrato de Jerónimo de Cevallos) – obraz olejny hiszpańskiego malarza pochodzenia greckiego Dominikosa Theotokopulosa, znanego jako El Greco. Od 1794 roku portret znajduje się w zbiorach muzeum Prado.
Jeronim de Cevallos (1562–1641) był szanowanym obywatelem miasta Toledo, gdzie sprawował funkcję radnego. Studiował prawo w Salamance i Valladolid. Z zawodu był prawnikiem i pisarzem, zajmował się także polityką. Był przyjacielem El Greca i jego syna Jorge Manuela. W 1623 roku opublikował pracę pt. Arte real para el buen gobierno (Królewska sztuka dobrego rządzenia), która miała pomóc w rządzeniu królowi Filipowi IV.
Postać została namalowana na ciemnym, neutralnym tle. Centrum obrazu stanowi twarz Cevallosa, otoczona szeroką, białą kryzą. Jego oczy i uszy znajdują się na różnej wysokości, co jest jednym z elementów nadających portretowi niezwykły realizm. Ciemne kolory i lekkie pociągnięcia pędzlem pomogły malarzowi uchwycić charakter postaci. Styl wywodzi się z obrazów Tycjana i szkoły weneckiej. Obraz jest uważany za jeden z najlepszych portretów pędzla El Greca, obok Portretu szlachcica.
Obraz został wykonany dla Cevallosa i znajdował się w jego prywatnej kolekcji obok innego dzieła malarza pt. Święty Franciszek.